# Студениківський (парк)
Регіональний ландшафтний парк «Студениківський» — природоохоронна територія в Україні, розташована у Бориспільському районі Київської області, поблизу сіл Студеники та Ковчин на лівому березі Дніпра. Створений з метою збереження біорізноманіття, водно-болотних угідь та унікального ландшафту Придніпров’я.

## Загальні відомості
Парк був створений у 2020 році рішенням Київської обласної ради за ініціативою місцевих громад, екологів та за сприяння депутатів Київщини. Загальна площа становить понад 5 500 гектарів, що робить його одним із найбільших регіональних ландшафтних парків області.

## Розташування
Парк охоплює території поблизу сіл Студеники, Ковчин, Переяславського та Бориспільського районів. Знаходиться у заплаві річки Дніпро, в зоні значної концентрації природних луків, заплавних лісів, боліт, піщаних дюн та озерних систем.

## Природна цінність
Територія парку включає:
- водно-болотні угіддя міжнародного значення;
- місця гніздування рідкісних птахів, у тому числі боривітра степового, чаплі сірої, лелеки чорного;
- популяції рослин, занесених до Червоної книги України — ковили, зозулинця, астрагалу;
- озера, протоки, старорічища, серед яких — озеро Велике, озеро Ковчинське та інші.

## Екологічна роль
Парк відіграє важливу роль у збереженні екосистем середньої течії Дніпра, є важливим елементом екологічної мережі Київщини та частиною природоохоронного коридору, що поєднує НПП «Залісся», Канівський природний заповідник і Трахтемирівський півострів.

## Рекреаційне значення
Парк має потенціал для розвитку:
- екологічного туризму,
- спостереження за птахами (birdwatching),
- навчальних і наукових маршрутів.

Місцеві громади зацікавлені в розвитку зеленої економіки, етнотуризму та збереженні природної спадщини.

## Управління
Управління парком здійснює комунальне підприємство «Студениківський ландшафтний парк», створене при Студениківській територіальній громаді. Парк має охоронну службу та співпрацює з науковцями, волонтерами та екологічними організаціями.